# Caccuri
Caccuri – miejscowość i gmina we Włoszech, w regionie Kalabria, w prowincji Krotona.
Według danych na rok 2004 gminę zamieszkiwało 1735 osób, 30,4 os./km².